# Valderrey
Valderrey es un municipio y lugar español de la provincia de León, en la comunidad autónoma de Castilla y León. Cuenta con una población de 416 habitantes (INE 2024).

## Geografía
Integrado en la comarca de La Sequeda, está situado a 55 kilómetros de la capital leonesa. El término municipal está atravesado por la Autovía del Noroeste, entre los pK 317 y 321.
El relieve del municipio es variado. Al noreste se encuentran la vega del río Tuerto y el páramo que separa los valles del río Tuerto y del Órbigo. Al sur de la Vega del Tuerto y de la autovía se extiende la mayor parte del territorio, conocido como La Sequeda, que cuenta con el río Turienzo por el norte y una amplia zona árida que se encuadra en transición hacia La Maragatería los Montes de León, situados al oeste. Por el sur, tiene continuación con la subcomarca de La Valduerna, y por el este, con la de Vega del Tuerto. La altitud del municipio oscila entre los 1042 metros (Sama Mayor, al suroeste, en la zona más elevada que sirve de límite con La Valduerna) y los 810 metros en la vega del Tuerto. El pueblo de Valderrey se alza a 841 metros sobre el nivel del mar.
| Noroeste: Santiago Millas | Norte: San Justo de la Vega                  | Noreste: Villarejo de Órbigo y San Cristóbal de la Polantera |
| Oeste: Santiago Millas    |                                              | Este: Riego de la Vega                                       |
| Suroeste: Destriana       | Sur: Destriana y Villamontán de la Valduerna | Sureste: Riego de la Vega                                    |

### Pedanías
El ayuntamiento incluye las siguientes pedanías:
- Barrientos
- Bustos
- Carral
- Castrillo de las Piedras
- Cuevas
- Curillas
- Matanza
- Tejados
- Valderrey

## Demografía

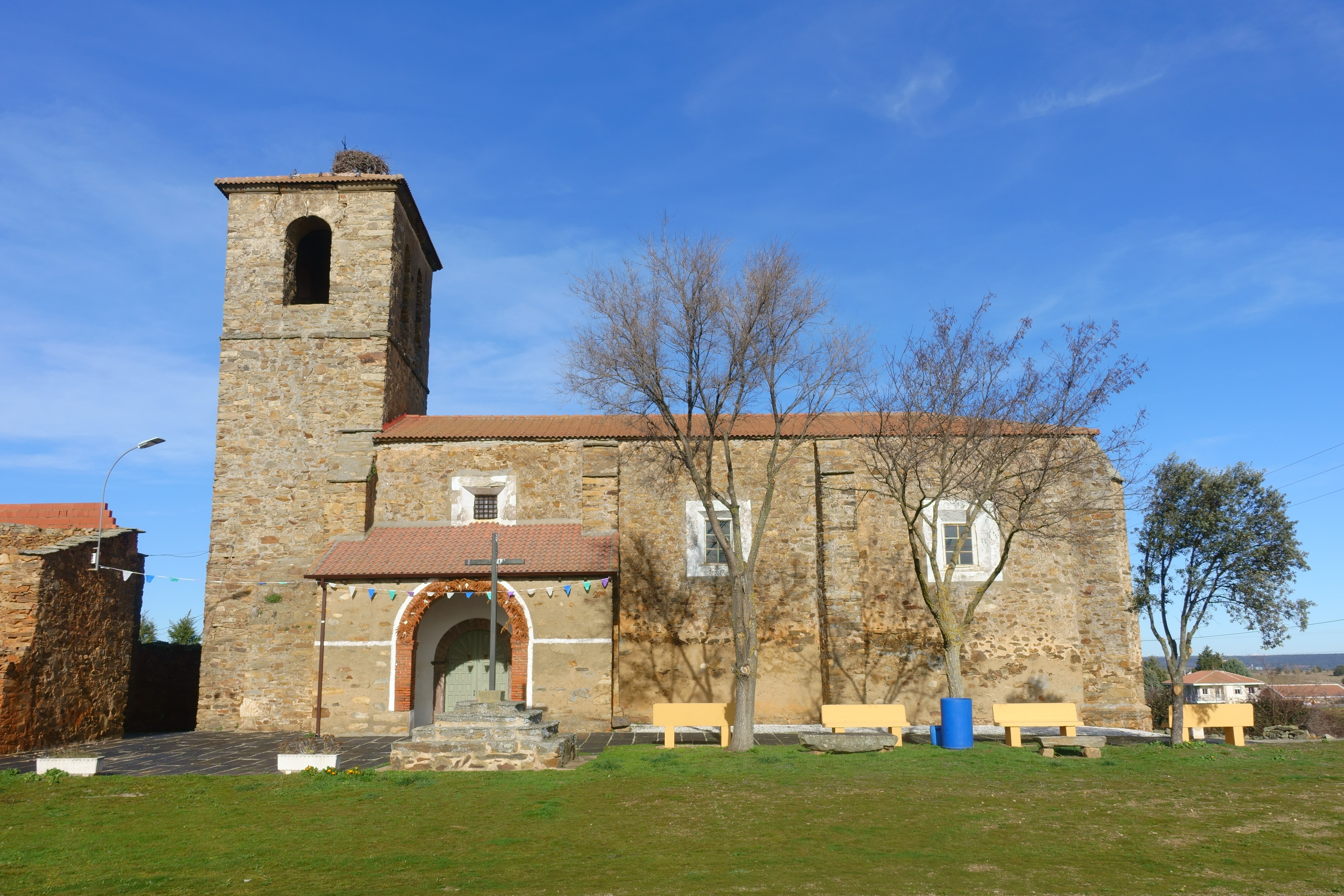
Iglesia de Nuestra Señora de la O

Cuenta con una población de 416 habitantes (INE 2024).
| Gráfica de evolución demográfica de Valderrey entre 1842 y 2021                                                       |
| |
| Población de derecho según los censos de población del INE. Población de hecho según los censos de población del INE. |

## Economía

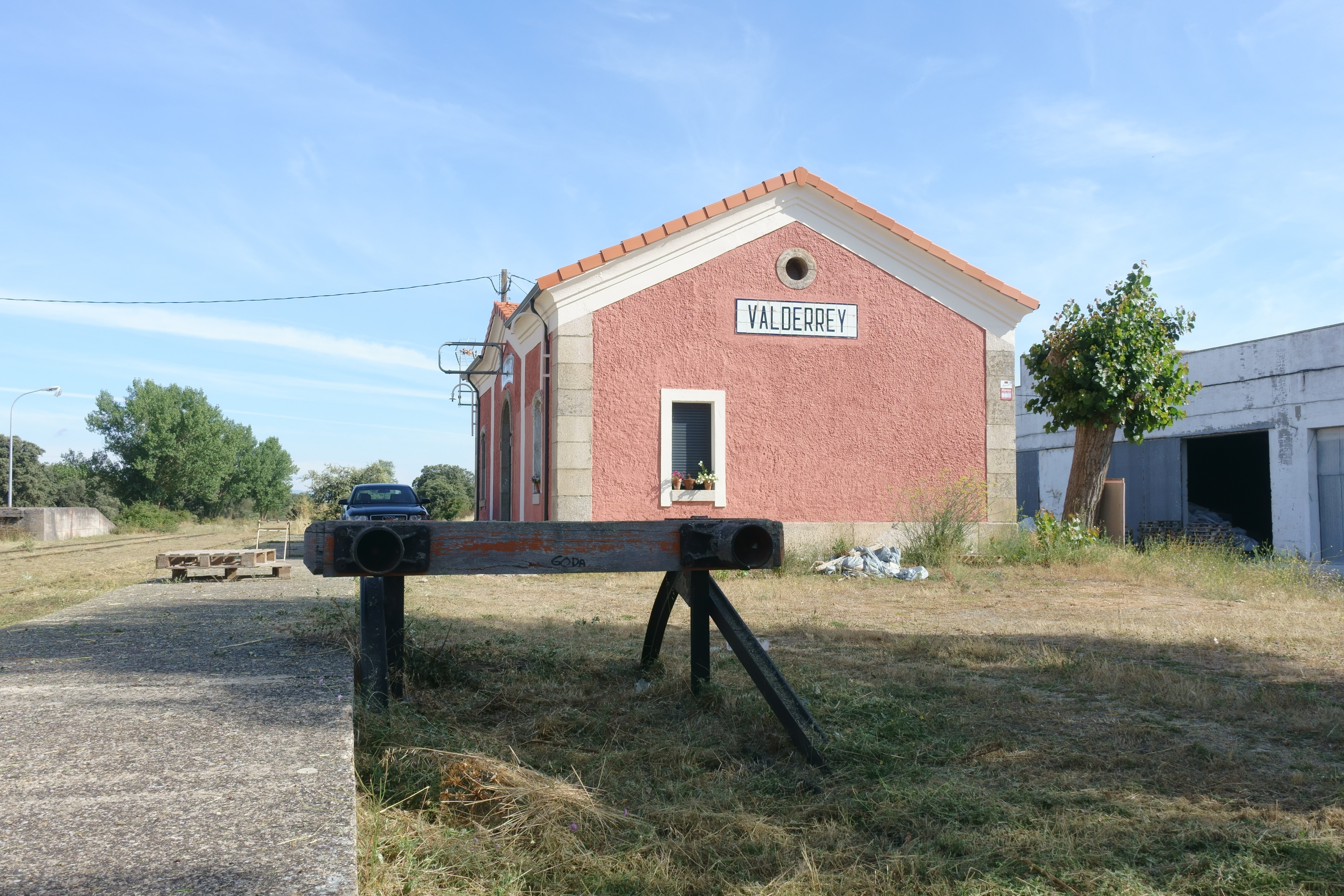
Antigua estación de la línea Plasencia-Astorga

En la margen derecha de las vías de comunicación (A-6 y N-VI) está emplazado el polígono industrial Valderrey, situado en el pueblo de Castrillo de las Piedras.
Este polígono tiene una superficie de 105 000 metros cuadrados. Dentro del polígono están instaladas cuatro empresas modernas, cuyas actividades están centradas en la producción de envases, repostería, automatismos y equipos eléctricos y electrónicos, y pequeña transformación de pieles. En los alrededores del polígono existen otras empresas de fabricación de piensos (desde hace 60 años), de fabricación de pequeñas máquinas agrícolas y de jardinería, de despiece de carne, de preparación de maderas, etc.

## Administración y política
Elecciones municipales de 2011
| Partido                           | Votos | %       | Escaños |
| --------------------------------- | ----- | ------- | ------- |
| Partido Socialista Obrero Español | 219   | 59,84 % | 4       |
| Partido Popular                   | 144   | 39,34 % | 3       |

Elecciones municipales de 2015
| Partido                            | Votos | %       | Escaños |
| ---------------------------------- | ----- | ------- | ------- |
| Ciudadanos Rurales Agrupados (CRA) | 183   | 54,46 % | 4       |
| Partido Popular                    | 132   | 39,29 % | 3       |
| Partido Socialista Obrero Español  | 18    | 5,36 %  | 0       |

Elecciones municipales de 2019
| Partido                            | Votos | %       | Escaños |
| ---------------------------------- | ----- | ------- | ------- |
| Ciudadanos Rurales Agrupados (CRA) | 188   | 56,8 %  | 4       |
| Partido Socialista Obrero Español  | 83    | 25,08 % | 2       |
| Partido Popular                    | 59    | 17,82 % | 1       |